# Beneficência Portuguesa de Belém
O Hospital Dom Luís I da Beneficência Portuguesa, mais conhecida como Beneficência Portuguesa, é um hospital fundado em 1877, na cidade de Belém. Localiza-se no bairro Umarizal.